# Meksyk na Letnich Igrzyskach Olimpijskich 2008
Meksyk na XXIX Letnich Igrzyskach Olimpijskich w Pekinie reprezentowało 85 sportowców w 23 dyscyplinach. Był to 21 start Meksykanów na letnich igrzyskach olimpijskich. 

## Zdobyte medale
| Medal | Zawodnik                     | Dyscyplina sportowa | Konkurencja            |
| ----- | ---------------------------- | ------------------- | ---------------------- |
| Złoto | Guillermo Pérez              | Taekwondo           | do 58 kg mężczyzn      |
| Złoto | María del Rosario Espinoza   | Taekwondo           | powyżej 67 kg kobiet   |
| Brąz  | Paola Espinosa Tatiana Ortiz | Skoki do wody       | wieża 10 m pary kobiet |